# Škofovski prstan
Škofovski prstan je eden od škofovskih znakov, simbol njegove zvestobe in povezanosti s cerkvijo. Od 7. stoletja je v liturgični rabi v Španiji, od 9. stoletja pa po vsej Cerkvi. 

## Ribičev prstan
Papežev »Ribičev prstan« (lat. Annulus piscatorius) je znan od 13. stoletja, z njimi so papeži pečatili svoja pisma oz. uradne dokumente. Na njih sta največkrat vrezana podoba apostola sv. Petra, kako meče mrežo s čolna in zapis uradnega papeževega imena, ki mu prstan pripada. Ribičev prstan po smrti papeža uradno uničijo.

### Uničenje ribičevega prstana
Postopek uničenja prstana običajno opravi kardinal komornik pred očmi kardinalskega zbora, takoj po razglasitvi papeževe smrti. Ostanki prstana se nato hranijo v Vatikanskih muzejih.

### Ribičev prstan papeža Leona XIV.
Na zunanji strani pečatnega prstana je podoba sv. Petra, s ključi in mrežo, na notranji strani pa napis Leon XIV. Prstan se imenuje »Ribičev«, ker je sv. Peter, po poklicu sicer ribič, bil tisti izmed apostolov, ki je z verovanjem v Jezusovo besedo iz čolna na kopno potegnil mreže čudežnega ulova. V zvezi s tem je tudi Jezusova obljuba svetemu Petru, da ga bo napravil za »ribiča ljudi« (Mk 1,17).  
Ta pečatni prstan ima namen potrjevanja vere. Gre za nalogo, ki je bila zaupana sv. Petru, da potrdi svoje brate (prim. Lk 22,32) in je po krščanski tradiciji, zaradi apostolskega nasledstva, prenesena na sedanjega papeža Leona XIV. in tudi njegove naslednike.